# Alexéi Tellerías
Alexéi Tellerías (nac. Santo Domingo 1981) es un polímata, escritor, periodista y gestor cultural dominicano, conocido por ser uno de los trovadores dominicanos activos desde el siglo XX.
Sus escritos han sido incluidos en antologías y revistas literarias en Puerto Rico, México, Perú, Venezuela, Ecuador, Haití, España, Estados Unidos y República Dominicana.

## Trayectoria
Se graduó de Licenciatura de Comunicación Social en la Universidad Autónoma de Santo Domingo (UASD).
Como periodista, sus temas va principalmente en las áreas de tecnología, cultura, artes, educación, gastronomía, turismo, medio ambiente, ocio y variedades.
Ha escrito y colaborado para los ya desaparecidos portales ANivelDe.com, [preurbano], La Calaca y KentCulture, entre otros, como también para las revistas 360° Magazine, La Vaina, CineDominicano.net,  Lengua y QueMasHago.com. También ha colaborado para las revistas “El Leoncito” del Grupo León Jimenes, SDQMag y Concierge.
Analista de tendencias en internet y redes sociales, ha participado en potencias, seminarios, congresos y programas de televisión y radio sobre este tema. Del mismo modo, escribió la columna “Viviendo en binario” para la página de tecnología de la sección “La Vida” de Listín Diario.
En lo relativo a actividades culturales, tuvo su inicio formal hacia 1989 participando en el Coro de la soprano dominicana Marianela Sánchez. También participó en otras corales como Coral Calasanz (1990-95), Coro Interescolar (1994) y UNAPEC (1999).
Trabajó artes escénicas en el Teatro Proyección/INTEC (1998-2001) y el Teatro Guloya (2001-2004).
Seleccionado por la Comisión Nacional de Carnaval, de la secretaría de Cultura, para integrar el jurado del Desfile Nacional de Carnaval, en las ediciones 2006 y 2007, en la categoría de “máscara tradicional”. Coordinador del Pabellón juvenil de la XI edición de la Feria Internacional del Libro Santo Domingo 2008 junto a Iamdra Fermín, siendo ambos reconocidos por la calidad de su programación, y luego en la XVI (2013) con Solanyi Gómez, bajo el nombre de “Espacio Joven”.
Bajo su coordinación también han estado la Noche Lunática en el Teatro Guloya (2009-2015) y la noche de performance del Festival de Poesía en la Montaña de Jarabacoa (2009-2011), junto al Recital Internacional de poesía “100 Mil Poetas por el Cambio”, desde 2011. Su carrera literaria se inició al formar parte del Círculo Literario de INTEC (1998), y luego el Espacio de Literatura de la organización Justicia Global. Ha publicado “Cuaderno de Catarsis” (Poesía, Editora Nacional, Santo Domingo, 2011), “Los Peces del Subsuelo” (Cuento, Luna Insomne Editores, Santo Domingo 2017)  y forma parte del libro “Esto no es una antología: palabras que sangran” (Poesía. Ediciones Ferilibro, Santo Domingo, 2012), autoría del entonces colectivo literario El Arañazo, con la plaquette “(Sobre)vivir”. Con “Los peces del subsuelo”  ganó primer premio de cuento del Concurso Literario Alianza Cibaeña 2009.
Artista de performance desde 2008, ha realizado acciones en festivales y espacios en Santo Domingo, Jarabacoa , Santiago, Puerto Plata, San Juan y Miami. Cuenta con una exposición individual, #YoSoyMemoria, en el Museo Memorial de la Resistencia Dominicana (2012).
Fundador y coordinador general de El Arañazo, Plataforma Cultural, entidad organizadora del Festival Internacional de Performance kilómetroCERØ.

## Música
Es un músico. Estudió (y abandonó) el violín, piano y flauta dulce. Una vez trató de lanzar un proyecto musical, “Vox Thánatos”, que murió de inanición al segundo ensayo

## Obras
- Cuaderno de Catarsis[17] (Poesía, Editora Nacional, Santo Domingo, 2011).
- Los Peces del Subsuelo[18] (Cuento, Luna Insomne Editores, Santo Domingo 2017).
- Esto no es una antología: palabras que sangran (Poesía. Ediciones Ferilibro, Santo Domingo, 2012).

## Premios
- Con “Los peces del subsuelo”, ganó primer premio de cuento del Concurso Literario Alianza Cibaeña 2009.[19]